# Latarnia morska Pendeen
Latarnia morska Pendeen – latarnia morska położona na półwyspie około 2 km na północ od miejscowości Pendeen, Kornwalia. Latarnia wraz z budynkami latarnika została w 1997 roku wpisana na listę zabytków English Heritage.
Decyzja o budowie latarni morskiej na niewielkiej skalistej wysepce zapadła w 1891 roku. Projekt wykonał inżynier Trinity House, Thomas Matthews. Latarnia została zbudowana w 1900 roku, jej mierząca 17 metrów wysokości wieża posiada światło na wysokości 59 metrów nad poziomem morza i zasięg 16 mil. Posiadała początkowo lampę olejową, która w 1926 roku została zastąpiona przez lampę elektryczną. 
W 1995 roku latarnia został zautomatyzowana i jest obecnie sterowana z Trinity House Operations & Planning Centre w Harwich. Emitowany sygnał świetlny: cztery białe błyski co 15 sekund.